# Molar Band
Molar Band è una suddivisione dell'India, classificata come census town, di 39.267 abitanti, situata nel distretto di Delhi Sud, nello territorio federato di Delhi. In base al numero di abitanti la città rientra nella classe III (da 20.000 a 49.999 persone).

## Geografia fisica
La città è situata a 28° 30' 18 N e 77° 18' 43 E.

## Società

### Evoluzione demografica
Al censimento del 2001 la popolazione di Molar Band assommava a 39.267 persone, delle quali 21.924 maschi e 17.343 femmine. I bambini di età inferiore o uguale ai sei anni assommavano a 7.234, dei quali 3.810 maschi e 3.424 femmine. Infine, coloro che erano in grado di saper almeno leggere e scrivere erano 26.881, dei quali 16.776 maschi e 10.105 femmine.